# Außerordentliche Wahl zum Senat der Vereinigten Staaten in Kalifornien 2024
Die außerordentliche Wahl des Senatssitzes der Klasse I im US-Bundesstaat Kalifornien fand am 5. November 2024 statt.

## Hintergrund
Kaliforniens Senatssitz der Klasse I wurde bei der Wahl des US-Senats 2018 von Dianne Feinstein (Demokratische Partei) gewonnen, deren Amtszeit regulär bis zum 3. Januar 2025 gedauert hätte. Da Feinstein am 29. September 2023 verstarb, war eine Neubesetzung notwendig.
Der demokratische Gouverneur Kaliforniens, Gavin Newsom, ernannte bis zur außerordentlichen Wahl eines Nachfolgers die Demokratin Laphonza Butler zu Feinsteins Nachfolgerin. Butler trat das Amt am 3. Oktober 2023 an. Die außerordentliche Wahl betrifft nur die verbleibende Amtszeit bis zum 3. Januar 2025. Die reguläre Wahl für die Amtszeit von 2025 bis 2031 fand gleichzeitig statt.
In der offenen Vorwahl im März 2024 erreichten der republikanische Kandidat Steve Garvey und der Demokrat Adam Schiff die beiden vordersten Plätze.

## Ergebnis
Bei der Sonderwahl („special election“) am 5. November 2024 entfielen 58,6 % der Stimmen auf den Demokraten Adam Schiff, 41,4 % auf den Republikaner Steve Garvey. Schiff trat sein Amt am 9. Dezember 2024 an.